# Bringfried Müller
Bringfried Müller (Gera, 28 gennaio 1931 – 10 aprile 2016) è stato un calciatore e allenatore di calcio tedesco orientale dal 1990 tedesco, di ruolo difensore.